# Balsamocitrus
Balsamocitrus là một chi thực vật thuộc họ Rutaceae.
Bao gồm các loài:
- Balsamocitrus camerunensis